# Lurocalis
Lurocalis é um género de noitibó da família Caprimulgidae.

## Espécies
Este género contém as seguintes espécies:
- Lurocalis rufiventris Taczanowski, 1884
- Lurocalis semitorquatus (J. F. Gmelin, 1789)